# Odontochilus acalcaratus
Odontochilus acalcaratus är en orkidéart som först beskrevs av Leonid Vladimirovitj Averjanov, och fick sitt nu gällande namn av Paul Ormerod. Odontochilus acalcaratus ingår i släktet Odontochilus och familjen orkidéer. Inga underarter finns listade i Catalogue of Life.